# Municipio de Higgins (Míchigan)
El municipio de Higgins (en inglés: Higgins Township) es un municipio ubicado en el condado de Roscommon en el estado estadounidense de Míchigan. En el año 2010 tenía una población de 1932 habitantes y una densidad poblacional de 10,18 personas por km².

## Geografía
El municipio de Higgins se encuentra ubicado en las coordenadas 44°24′51″N 84°33′43″O / 44.41417, -84.56194. Según la Oficina del Censo de los Estados Unidos, el municipio tiene una superficie total de 189.85 km², de la cual 182,24 km² corresponden a tierra firme y (4,01 %) 7,61 km² es agua.

## Demografía
Según el censo de 2010, había 1932 personas residiendo en el municipio de Higgins. La densidad de población era de 10,18 hab./km². De los 1932 habitantes, el municipio de Higgins estaba compuesto por el 97,26 % blancos, el 0,16 % eran afroamericanos, el 0,36 % eran amerindios, el 0,52 % eran asiáticos, el 0,05 % eran de otras razas y el 1,66 % eran de una mezcla de razas. Del total de la población el 0,57 % eran hispanos o latinos de cualquier raza.